# 18 Ursae Majoris
18 Ursae Majoris (e Ursae Majoris) é uma estrela na direção da Ursa Major. Possui uma ascensão reta de 09h 16m 11.28s e uma declinação de +54° 01′ 18.2″. Sua magnitude aparente é igual a 4.80. Considerando sua distância de 118 anos-luz em relação à Terra, sua magnitude absoluta é igual a 2.00. Pertence à classe espectral A5V. É uma estrela variável Delta Scuti.